# Lionel Marchetti
 (juillet 2021).
Pour les articles homonymes, voir Marchetti.
Lionel Marchetti, né en 1967 à Marseille, est un compositeur de musique concrète et musicien improvisateur. Il écrit également de la poésie tout comme des essais sur l’art de la musique concrète.

## Biographie
Tout d’abord autodidacte, il explore ensuite le répertoire de la musique concrète – en tant qu’art acousmatique – nottament avec le compositeur Xavier Garcia. Il compose ensuite dès 1990 dans les studios du Groupe de Recherches Musicales à Paris, au CFMI de Lyon (Université Lyon 2), puis dans de nombreux studios de création et enfin dans son studio personnel.
Parallèlement, Lionel Marchetti poursuit un travail d’écriture poétique,, ainsi qu’une approche théorique de la musique concrète et de l'art du haut-parleur.
Son livre La musique concrète de Michel Chion (préfacé par François Bayle et suivi d'une interview de Michel Chion par Christian Zanési) reste le plus remarqué - ainsi que son essai Haut-parleur, voix et miroir… - essai technique sous forme de lettre. Un livre de poèmes : Le livre des falaises sort aux presses du réel en 2022 ainsi que En cheminant avec La Noire à soixante, une composition de musique concrète de Pierre Henry, en 2025.
Ses compositions et collaborations diverses sont éditées sur plus d’une cinquantaine de disques à travers le monde. La totalité de son catalogue est aujourd’hui disponible à l’écoute et au téléchargement en ligne.

## Instrumentation, collaborations
En concert acousmatique, Lionel Marchetti  interprète ses compositions concrètes sur acousmonium de 4, 8, 12 haut-parleurs ou plus.
Il se consacre également, sur scène, en solo, à l’improvisation (dispositif analogique expérimental avec microphones divers, feed-back, ondes radiophoniques, magnétophone à bande magnétique, haut-parleurs modifiés, synthétiseur analogique) et il collabore avec de nombreux musiciens et musiciennes comme Jérôme Noetinger (électronique, magnétophone à bande), Xavier Garcia (électronique), Patrick Charbonnier (trombone), Anouck Genthon (violon), Benjamin Bondonneau (clarinette) ou encore Yôko Higashi (composition, électronique et danse butō).
Depuis quelques années, il se consacre également à ce qu'il nomme des partitions concrètes avec des ensembles musicaux comme Decibel new music ensemble (Australie), l'ensemble UN ou encore le trio de trombones Bomonstre.
Il compose également pour l'image : il compose, en duo avec Olivier Capparos, la musique de Livre des morts de Éric Pellet ; en 2005, la musique de Abraxas de Bruno Roche ; en 2010, il compose la musique de Red Memory de Robert Cahen ; en 2013, la musique de Beyong Icebergland de Xavier Christiaens.
Il compose régulièrement les musiques des films et des installations du plasticien Pierre-Jean Giloux, de How to be recognize en 1990 jusqu'à Biomimetics en 2022.
Lionel Marchetti travaille en studio à une poétique musicale permise par l'utilisation des technologies du son — de l'analogique au numérique (l’intégralité de son catalogue est disponible à l’écoute et distribué en ligne) — à savoir l'utilisation du haut-parleur à l'enregistrement associé, jusqu'à l'interprétation acousmatique, et ce, dans la lignée de cet art spécifique.

## Œuvres acousmatiques principales
- L'incandescence de l'étoile- 1991 - CD Divided - États-Unis - 1994 ; Réédition (version 2002/2003) CD Stichtingmixer - Amsterdam - 2003

- Dans la montagne (Ki Ken Taï) - 1996 - (tournages sonores en coréalisation avec Bruno Roche), CD La Muse en circuit/SACEM - Hörspiele 2 - 1996 ; Réédition 2003 - CD Chloérecords - États-Unis

- La grande vallée- 1994 - commande de l'Ina-GRM réalisée dans ses studios - CD Metamkine - 1997

- Portrait d’un glacier (Alpes,2 173 m) - 1999 - commande de l'Ina-GRM réalisée dans ses studios - CD Ground Faultrecordings - États-Unis - 2001

- Riss (l'avalanche)- 1990 - texte de Anne Decoret - CD Erewhon - Belgique - 2002

- Train de Nuit (Nord 3.683)- 1997 - CD Metamkine - 2002

- Les 120 jours - 1998 - en coréalisation avec Michel Chion et Jérôme Noetinger - double CD Fringesrecording - Italie - 2003

- Docteur Kramer (you are not you) / Zizi- 2002 - (Zizi en coécriture avec Emmanuel Petit), CD Musica Genera - Pologne - 2005

- Red Dust - 2005 - 3 mini CD (CD numéro 3 en coécriture avec Yôko Higashi), CD Crouton records - États-Unis - 2007

- Noord Five Atlantica- 2005 - commande de Cesare réalisée dans ses studios - CD Césaré - 2006

- Hatali Atsalei (l'échange des yeux) - 2007 - (tournages sonores en coréalisation avec Seijiro Murayama), CD Intransitive recording - États-Unis - 2007

- Adèle et Hadrien (le livre des vacances) - 2007, commande de l'INA-GRM réalisée dans ses studios - double CD Optical Sound - 2008

- Equus (grand véhicule) - 2001 - en co-écriture avec Olivier Capparos, commande de l'INA-GRM réalisée dans ses studios - CD Pogus - États-Unis - 2009

- Psalmus (Omnis spiritus laudet Dominum) - 2012 - en réponse à Psalmus de Krzysztof Penderecki- CD Boltrecords - Polish radio experimental studio/Pres scores - Pologne - 2013

- 23 formes en élastique - 1988/2010 accompagné d'un texte de Yan Yun : The only authentic work- Livre CD Sub Jam m002. - Chine, Pékin - 2013

- Nostalgie du Cyclope- 2015 - in FILARIUM, suite concrète de Michel Chion & Lionel Marchetti & Jérôme Nœtinger - double CD CCAM Éditions - 2016.
- ATLAS (97 phénomènes…) / 1987 - 2016 - recueil de compositions de musique concrète ; 97 compositions originales sous forme de labyrinthe sonore.
- The last days of reality / 2018 ~ 6 compositions instrumentales mixtes pour l'ensemble DECIBEL new music ensemble, avec Cat Hope - CD Room 40, Australie.
- PLANKTOS / 2020 - composition de musique concrète.
- The Tower (l'escalier en spirale) / 2021 ~ composition de musique concrète en co-réalisation avec Vanesa Rossetto - CD Erstwhile Records, USA.
- Inland lake (le lac intérieur) / 2023 ~ composition instrumentale mixte pour DECIBEL new music ensemble - CD Room 40, Australie ; Coup de cœur Musiques expérimentales ACADÉMIE CHARLES CROS 2023.
- 67x1mn (JAPON) / 2024 - Carnet de voyage du Japon / composition de musique concrète.

## Publications
- La Musique concrète de Michel Chion, essai, préface de François Bayle, suivi d’une discussion avec Michel Chion, par Christian Zanési), éditions Metamkine - 1998

- Cries and Silence, sur la musique de Michel Chion, translation by Christine North and John Dack - Errant bodies Press and Ground Fault Recordings ; États-Unis - 2001

- The Microphone and the Hand, translation by Patrick Mac Ginley et Matthew Marble - Foarm Magazine numéro 5 (autonomy) - foarm.artdocuments.org ; États-Unis - 2004

- Lettres de Lionel Marchetti à Michel Chion et Catalogue des œuvres musicales commenté par Lionel Marchetti, in Portrait polychrome no 8 : Michel Chion ; éditions Institut national de l'audiovisuel - 2005

- L'idée de tournage sonore (lettre à un étudiant), essai, Entre-deux/Mômeludies éditions/CFMI de Lyon, 2008

- Haut-parleur, voix et miroir..., essai technique sous forme de lettre - Revue & corrigée - 2003 ; réédition Entre-deux/Mômeludies éditions/CFMI de Lyon, 2009

- Esprit buveur (ou l'œil de Satan), poème - éditions Hapax, collection « Plis », Lyon - 2009

- 11 têtes (poèmes, photographies et manuscrits), catalogue d’une installation sonore et visuelle / précédé de Un cortège de masques et de miroirs, texte de Yann Leblanc - éditions Espace d’arts plastiques de Vénissieux - 2010

- 8 caprices de Goya, poème - éditions Hapax, collection Plis, Aubenas - 2012

- Une série de reflets, poème partition à recueillir sur bande magnétique, poème, accompagné de 5 photographies de l'auteur - in The Fall Of Chrome (curated by Claudio Rocchetti), éditiond Musica Moderna MM007 - 2013

- Une musique naturelle (à propos de l'œuvre concrète d'Éliane Radigue) in Éliane Radigue, Portrait polychromes, éditions Institut National de l'Audiovisuel, INA-GRM - 2013

- L'assiette bleue (l'image, le souffle, le gouffre) - ...une poétique de la musique concrète... - in L'expérience de l'expérimentation (dir. Matthieu Saladin), éditions Les presses du réel, collection Oh cet écho et les instants chavirés - 2015
- Le livre des falaises, poésies - éditions Les presses du réel - 2022.
- Diktat, de Michel Chion, essai, in Michel Chion, l'inventeur - sous la direction de Cécile Carayol, Jérôme Rossi, éditions Hermann, 2024.
- En cheminant avec La Noire à soixante, une composition de musique concrète de Pierre Henry, essai, éditions Les presses du réel - 2025.